# Matías Dituro
Matías Ezequiel Dituro (nascut el 8 de maig de 1987) és un futbolista argentí que juga com a porter a l'Elx Club de Futbol.
Va jugar a futbol de primer nivell al Perú amb el CNI; a Bolívia amb el Club Aurora, Jorge Wilstermann i Club Bolívar; a Xile amb Antofagasta i Universitat Catòlica; i a Espanya amb el Celta de Vigo.
Tot i que és porter, Dituro ha marcat sis gols com a professional. Quatre van ser penals, un de xut des de la seva pròpia àrea i el sisè de cap.

## Carrera de club

### Primers anys
Nascut a Bigand al departament de Caseros de la província de Santa Fe, Dituro va començar la seva carrera a l'CA Independiente i fou cedit a l'Almagro. Després de jugar al CNI a la Primera Divisió peruana l'any 2010, va fitxar per l'Alavés de la Segona Divisió B espanyola el gener de 2011. Aquell agost es va traslladar al Celta de Vigo amb un contracte d'un any amb opció d'un més, sent destinat a l'equip B.
El lloc de Dituro al Celta B de tercer nivell el va ocupar el jove Rubén Blanco a mitja temporada. Va tenir una convocatòria pel primer equip de Segona Divisió en el penúltim partit de la temporada el 27 de maig de 2012, una victòria per 2-1 contra el Gimnàstic de Tarragona. Va tornar a la seva terra natal més tard aquell any, a Douglas Haig a la Primera B Nacional, i Guillermo Brown del Torneo Federal A el juliol de 2013.

### Bolívia i Xile
Després, Dituro va passar a la Primera Divisió boliviana, als equips Aurora i Jorge Wilstermann, de Cochabamba. Va marcar quatre penals per aquest últim.
Després d'una temporada a la Primera Divisió xilena amb l'Antofagasta, Dituro va tornar a Bolívia el gener de 2017 amb el Club Bolívar. El 23 d'abril, va marcar des de la seva pròpia àrea al final de la victòria a casa per 3-1 contra el San José. Va tornar a Xile el gener de 2018 cedit a la Universitat Catòlica per una quota de 250.000 dòlars EUA.
El 8 de juliol de 2021, Dituro va fitxar pel club de La Liga Celta de Vigo cedit per la temporada 2021–22 amb opció de compra. Fou fitxat pel seu compatriota Eduardo Coudet per substituir el retirat Sergio Álvarez, i va començar sent titular per davant de Blanco, que era encara al club. En el seu segon partit amb el Celta el 23 d'agost, va aturar un penal a Rubén García i va mantenir la porteria a zero en un empat 0–0 amb el CA Osasuna.